# جاش ریس
جاش ریس (انگلیسی: Josh Rees؛ زادهٔ ۴ اکتبر ۱۹۹۳) بازیکن فوتبال اهل بریتانیا است.
از باشگاه‌هایی که در آن بازی کرده‌است می‌توان به باشگاه فوتبال ناتینگهام فارست، باشگاه فوتبال برنتفورد، باشگاه فوتبال آرسنال، باشگاه فوتبال نانیتون تاون، باشگاه فوتبال تورکی یونایتد، و تیم ملی فوتبال زیر ۱۷ سال انگلستان اشاره کرد.
وی همچنین در تیم‌های ملی فوتبال زیر ۱۶ و ۱۷ سال انگلستان بازی کرده‌است.